# فيليبة بلير
فيليبة بلير (بالإنجليزية: Philippa Blair)‏ هي رسامة نيوزيلندية، ولدت في 1945.